# Meggett
Meggett – miasto w Stanach Zjednoczonych, w stanie Karolina Południowa, w hrabstwie Charleston.